# Lea Sirk
Lea Sirk (Koper, RS de Eslovenia, RFS de Yugoslavia, 1 de septiembre de 1989) es una cantautora eslovena quien representó a Eslovenia en el Festival de la Canción de Eurovisión 2018 con la canción «Hvala, ne!». Se clasificó a la final y acabó en 22º puesto. Ya intentó representar a su nación en las ediciones de 2009, 2010, y 2017. 